# Klunkhardshof

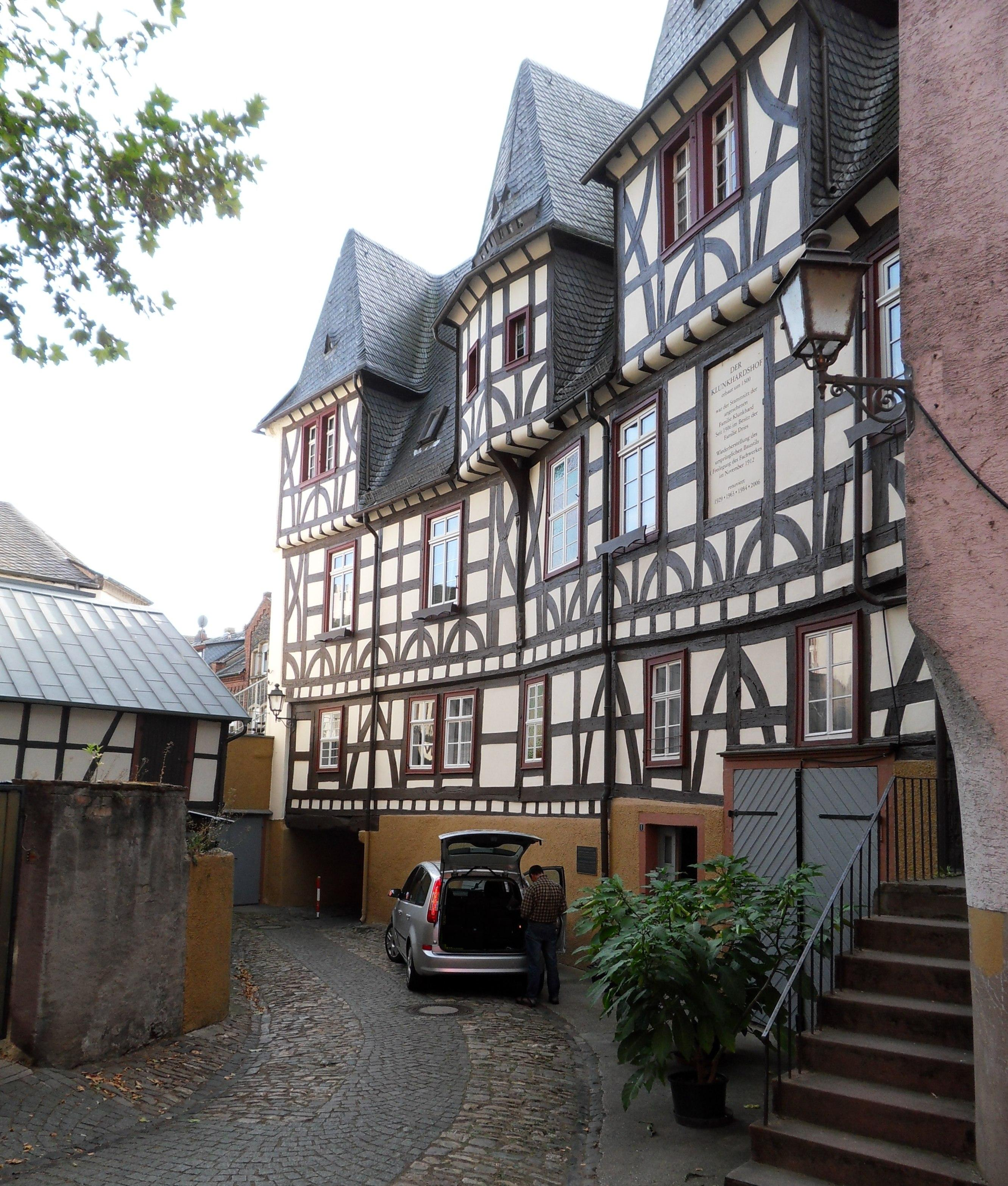
Klunkhardshof mit Inschrift am Obergeschoss. Hinten der ebenerdige Durchgang zur Löhrstraße

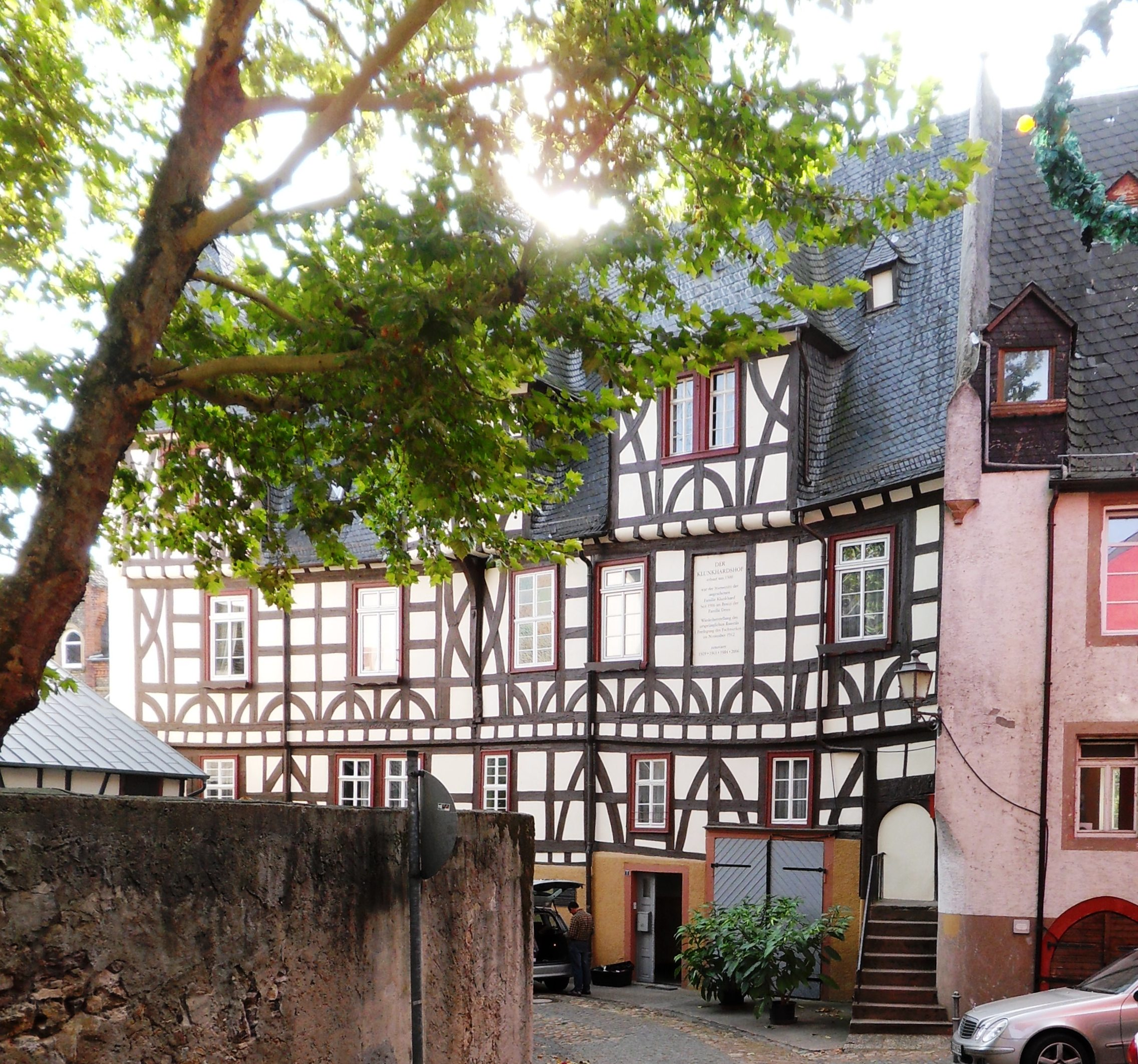
Blick durch die Gasse Klunkhardshof auf den Klunkhardshof

Der Klunkhardshof ist eines der ältesten Gebäude in Rüdesheim am Rhein. Das große spätmittelalterliche Fachwerkwohnhaus wurde Mitte des 15. Jahrhunderts (wahrscheinlicher, dendrochronologisch ermittelter Baubeginn: 1453) erbaut.
Die Familie Klunkhard war eine angesehene und offensichtlich vermögende bürgerliche Familie, aus der einige kirchliche Würdenträger hervorgingen, darunter ein Abt des Klosters Eberbach. Der Familienname war späterer Namensgeber für das Fachwerkhaus, das vorher wegen des ebenerdigen Durchgangs „Haus zum Loch“ genannt wurde.
Die Familie Dries, die das Gebäude im Jahr 1906 erwarb und in deren Eigentum es sich bis heute befindet, legte das Mitte des 19. Jahrhunderts überputzte Fachwerk im Jahr 1912 wieder frei und stellte damit die ursprüngliche Frontansicht wieder her.